# TT12
La tombe thébaine TT 12 est située à Dra Abou el-Naga, dans la nécropole thébaine, sur la rive ouest du Nil, face à Louxor en Égypte.
C'est la sépulture de Hray, gardien du grenier de la reine Iâhhotep.
Hray est le fils d'une dame du nom d'Ahmès. Un fils nommé Ahmôsis est représenté offrant à son père. D'autres enfants sont représentés, les filles Bakamon et Tjentnoub et un autre fils nommé Amenmès.

## Tombe
La tombe TT12 est situé près de la TT11, reliées par un troisième tombeau, le TT399.